# Дал, Ро-Зангело
Ро-Зангело Дал (нидерл. Ro-Zangelo Daal; род. 10 февраля 2004) — нидерландский футболист, вингер клуба АЗ.

## Клубная карьера
Дал — воспитанник клуба АЗ. 2 апреля 2022 года в матче против дублёров ПСВ Ро-Зангело дебютировал за дублирующий состав в Эрстедивизи. 7 ноября 2024 года в матче Лиги Европы против турецкого «Фенербахче» игрок дебютировал за основной состав. В этом же поединке Ро-Зангело забил свой первый гол за АЗ. 10 ноября в матче против «Виллема» он дебютировал в Эредивизи. 